# 건천초등학교
건천초등학교는 대한민국 경상북도 경주시 건천읍 건천리에 있는 공립 초등학교이다.

## 학교 연혁
- 1920년 7월 10일 설립인가
- 1921년 4월 1일 건천공립보통학교 개교
- 1938년 4월 1일 건천공립심상소학교로 개칭
- 1941년 4월 1일 건천공립국민학교 개칭
- 1964년 3월 3일 천포국민학교 분리
- 1981년 3월 1일 병설유치원 개원
- 1996년 3월 1일 건천초등학교로 교명 변경
- 1996년 8월 12일 체육관 및 강당 준공 완료
- 1997년 5월 18일 박목월 선생 시비 제막식
- 1998년 2월 29일 역사관 개관
- 2001년 11월 10일 학생식당 준공
- 2003년 10월 24일 학습정보관 개관식
- 2020년 2월 14일 제97회 졸업 (졸업생 총수 : 10,840명)
- 2021년 9월 1일 제29대 김동현 교장 부임
- 2023년 3월 1일 7학급 편성(유치원 3학급)

## 학교 상징
- 교화 : 개나리
  - 물푸렛나무과의 낙엽 활엽 관목으로 높이 3m 가량이며 이른 봄에 노란 꽃이 잎보다 먼저 핀다. 줄기가 모여나고 줄기는 초록색을 띠며 자라면서 끝이 점점 아래로 휘어진다.
  - 봄소식을 알려주며 꽃이 어울려서 곱게 핀다.
  - 희망, 순결, 협동을 상징한다.
- 교목 : 향나무
  - 측백나뭇과의 상록 침엽 교목으로 산기슭이나 평지에 사는데, 정원수로 심기도 한다. 높이는 20m 가량이며 껍질은 적갈색이다.
  - 사철 푸르며 은은한 향기가 난다.
  - 둥글게 무리지어 자라며 의지, 우애, 단결을 상징한다.

## 참고 자료
- 건천초등학교 - 한국교육학술정보원 학교알리미